# Kulunda-tó
A Kulunda-tó (oroszul: Кулундинское озеро, magyar átírásban: Kulungyinszkoje ozero) sekély lefolyástalan sóstó Oroszország ázsiai részén, az Altaji határterületen, melynek legnagyobb állóvize.

## Fekvése
A sztyepp övezetben elterülő Kulunda-síkság (vagy Kulunda-sztyepp) északkeleti részén helyezkedik el, az orosz–kazah országhatártól kb. 80 km-re, Szlavgorodtól 65 km-re keletre. A tóba két folyó ömlik, a Kulunda és a Szujetka; kivezető folyója nincs (lefolyástalan tó). A tótól délre található a kisebb és alacsonyabban fekvő Kucsuk-tó, mellyel néhány kilométeres csatorna köti össze.
Északi és nyugati partja kissé magas, meredek, a déli és a keleti part lapos. Keleti partszakaszán sok kis homoksziget és öböl található, ott a sós talajon alig van növényzet. Az eredeti sztyepp vegetációból máshol is csak kevés maradt, a földek nagy részét felszántották vagy legelőként hasznosítják.

## Jellemzői
Vízfelületének tengerszint feletti magassága 98–99 m, területe 615 km² és 770 km² között váltakozik, átmérője 35 km. Közepes vízmélysége 2,5–3 m, legnagyobb mélysége 5 m.
Vízgyűjtő területének éghajlata kontinentális. Forró és száraz a nyár, hideg és csapadékban szegény a tél. A januári középhőmérséklet -18 °C, a júliusi 21 °C. Télen a tó nem fagy be, nyáron a víz akár 26 °С-ra is felmelegszik. A csapadék évi közepes mennyisége a vízgyűjtő területen 250–350 mm. Táplálásában a folyón és a csapadékon kívül jelentős szerepe van a felszín alatti vizeknek, artézi forrásoknak is.
Vízszintje erősen ingadozó. Az utóbbi években kiszáradása felgyorsult, a vízfelület kiterjedése csökkent. 
A víz nem nagyon sós, – északi partját ezért is sok fürdőző keresi fel –, de sókoncentrációja a kiszáradás hatására növekszik. A térség többi sóstavához hasonlóan itt is hatalmas mennyiségű sórák él. A tóban mirabilit, a tófenéken jelentős mennyiségű gyógyiszap található.
A tavaszi-őszi madárvonulások idején a tó több mint kétszázezer vízimadár (lúdalakúak, lilealakúak, sirályfélék, stb.) pihenőhelye. A part körüli sztyeppen  több kiemelten védett madárfaj, köztük fakó rétihéja, kerecsensólyom, fehérkarmú vércse, kékcsőrű réce él.

## Települések
A nyugatabbra fekvő Szlavgorodon és Kulundán kívül, közelebbi városi jellegű települések: Blagovescsenka járási székhely és Sztyepnoje Ozero. Az utóbbi vegyipari kombinátjában a Kucsuk-tóból kinyert mirabilit feldolgozásával nátrium-szulfátot állítanak elő.